# Reacción de ciclización de Nazarov
La reacción de ciclización de Nazarov (a menudo referida simplemente como la Ciclización de Nazarov) es una reacción química que se usa en química orgánica para la síntesis de ciclopentenonas. La reacción se divide típicamente en una variante clásica y una variante moderna, dependiendo de los reactivos y  sustratos empleados. Originalmente fue descubierto por Ivan Nikolaevich Nazarov (1906-1957) en 1941, mientras estudiaba los reordenamientos de Alil Vinil cetonas.
Como se describió originalmente, la ciclización de Nazarov implica la activación de una divinilcetona utilizando un promotor estequiométrico de ácido de Lewis o ácido prótico. El paso clave del mecanismo de reacción implica un cierre de anillo electrocíclico 4π catiónico que forma el producto de ciclopentenona. A medida que se desarrolló la reacción, las variantes que involucran sustratos distintos de las divinilcetonas y promotores distintos de los ácidos de Lewis se han incluido bajo el nombre de ciclización de Nazarov, siempre que sigan una vía mecánica similar.
El éxito de la ciclización de Nazarov como herramienta en la síntesis orgánica se deriva de la utilidad y la ubicuidad de ciclopentenonas como ambos motivos en productos naturales (incluyendo jasmona, las aflatoxinas, y una subclase de prostaglandina y como intermedios sintéticos útiles para síntesis total. La reacción se ha utilizado en varias síntesis totales y se han publicado varias revisiones.

## Mecanismo
El mecanismo de la Reacción de ciclización clásica de Nazarov fue primero demostrada experimentalmente por Shoppee para una reacción de electrocíclización intramolecular y se describe a continuación. La activación de la cetona por el ácido catalítico genera un catión pentadienil, que sufre una electrociclización conrotatoria de 4π térmica permitida según lo dictado por la regla de Woodward-Hoffman. Esto genera un catión oxialil que sufre una reacción de eliminación para perder un β-hidrógeno. Luego la tautomerización del enolato produce el producto ciclopentenona.

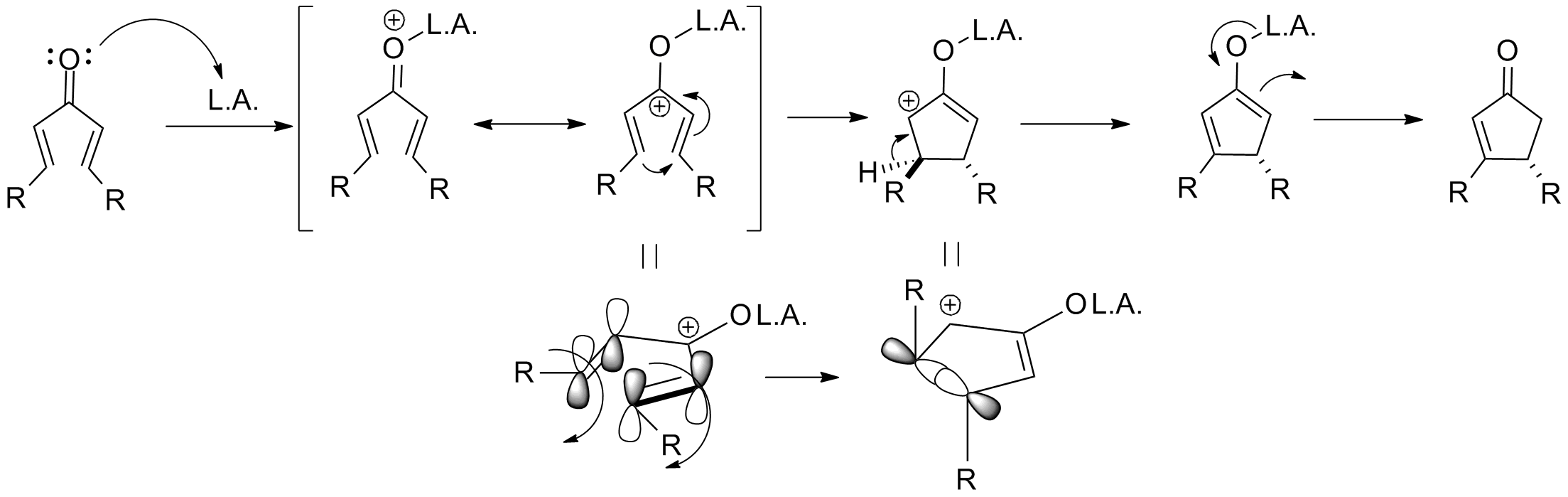
Mecanismo de laciclización clásica de Nazarov activada por catalizador de ácido de Lewis. Tenga en cuenta que la sustitución α y β no se requiere para que se produzca la reacción y que también es posible que la sustitución α más compleja sea posible.

Como se indicó anteriormente, se conocen variantes que se desvían de esta plantilla; lo que designa una ciclización de Nazarov en particular es la generación del catión pentadienilo seguido del cierre del anillo electrocíclico a un catión oxialilo. Para lograr esta transformación, la molécula debe estar en la conformación s-trans/s-trans, colocando los  grupos vinilo en una orientación adecuada. La propensión del sistema a entrar en esta conformación influye drásticamente en la velocidad de reacción, con sustratos α-sustituidos que tienen una mayor población del confórmero requerido debido a la tensión alílica. La coordinación de un sustituyente α donador de electrones por parte del catalizador también puede aumentar la velocidad de reacción al reforzar esta conformación.

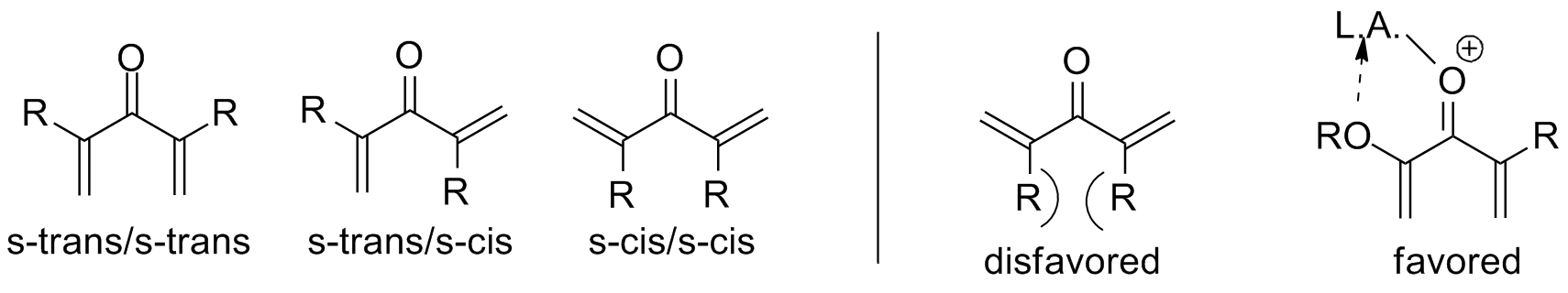
Conformaciones relevantes para la ciclización de Nazarov; Quelación de lewis-ácido en el conformador S-Cis

## Ciclización clásica de Nazarov
Aunque se habían observado ciclizaciones siguiendo la plantilla general anterior antes de la participación de Nazarov, fue su estudio de los reordenamientos de las alilvinilcetonas lo que marcó el primer examen importante de este proceso. Nazarov razonó correctamente que la olefina alílica se isomeriza in situ para formar una divinilcetona antes del cierre del anillo del producto ciclopentenona. La reacción que se muestra a continuación involucra una reacción de oximercuración de alquinos para generar la cetona necesaria.

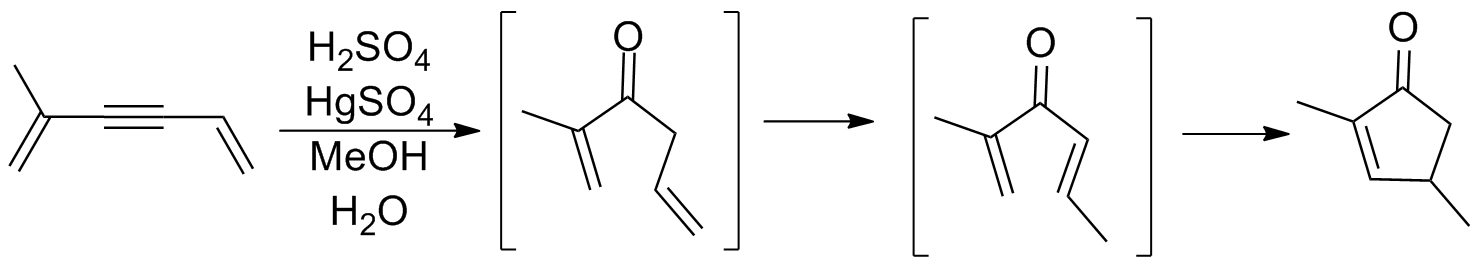
Primeras investigaciones sobre la ciclización de Nazarov

La investigación relacionada con la reacción fue relativamente poco activa en los años siguientes, hasta mediados de la década de 1980, cuando se publicaron varias síntesis que empleaban la ciclización de Nazarov. A continuación se muestran los pasos clave en la síntesis de Tricodieno y Nor-Esterepolida, la última de las cuales se cree que procede a través de una isomerización inusual de alquino-aleno que genera la divinilcetona.

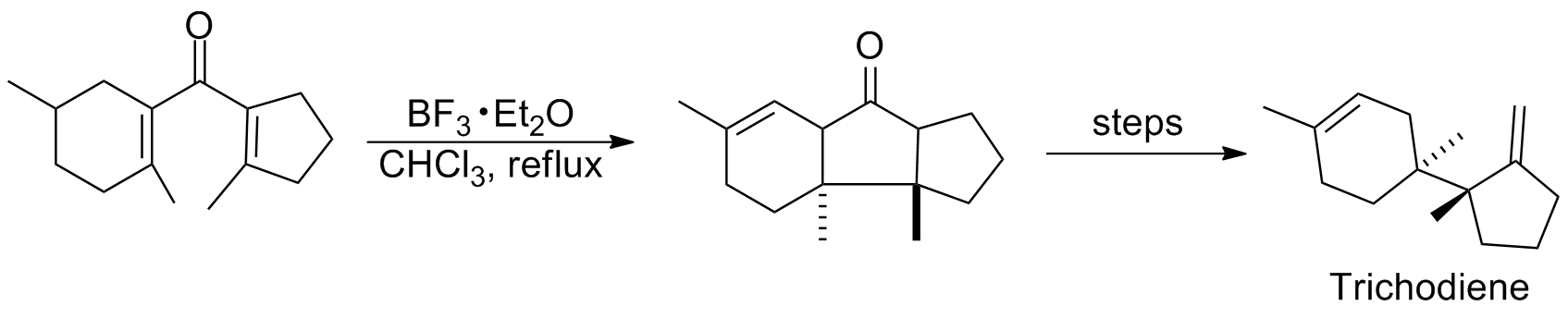
Síntesis de tricodieno usando una ciclización clásica de Nazarov

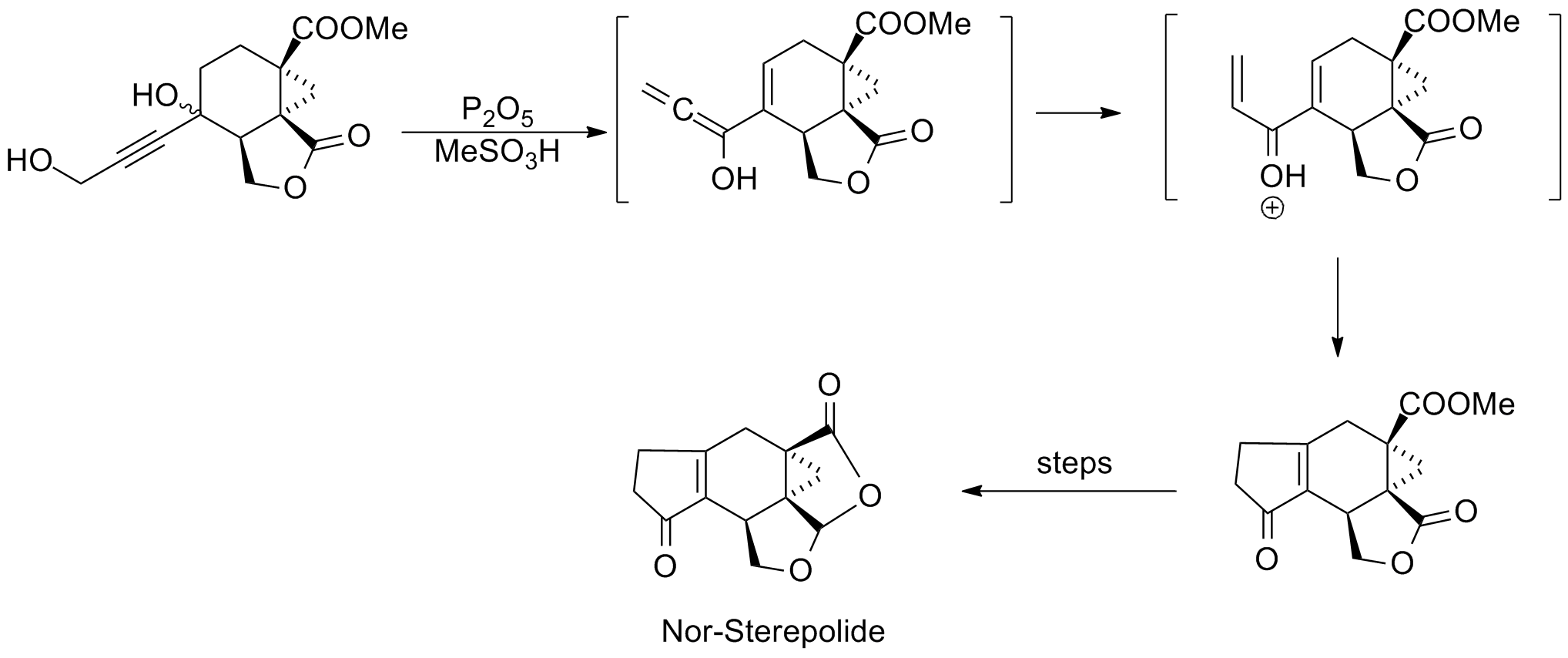
Síntesis de Nor-Esterepolida usando una ciclización clásica de Nazarov

### Deficiencias
La versión clásica de la ciclización de Nazarov adolece de varios inconvenientes que las variantes modernas intentan sortear. Los dos primeros no son evidentes por el mecanismo solo, pero son indicativos de las barreras a la ciclización; los tres últimos se derivan de problemas de selectividad relacionados con la eliminación y protonación del intermedio.
1. Normalmente se requieren ácidos de Lewis o próticos fuertes para la reacción (por ejemplo, TiCl4, BF3, MeSO3H). Estos promotores no son compatibles con grupos funcionales sensibles, lo que limita el alcance del sustrato.
2. A pesar de la posibilidad mecánica para la catálisis, a menudo se requieren múltiples equivalentes del promotor para efectuar la reacción. Esto limita la economía atómica de la reacción.
3. El paso de eliminación no es regioselectivo; si hay múltiples hidrógenos β disponibles para la eliminación, a menudo se observan varios productos como mezclas. Esto es altamente indeseable desde el punto de vista de la eficiencia ya que normalmente se requiere una separación ardua.
4. La eliminación destruye un estereocentro potencial, disminuyendo la utilidad potencial de la reacción.
5. La protonación del enolato a veces no es estereoselectiva, lo que significa que los productos se pueden formar como mezclas de epímeros.

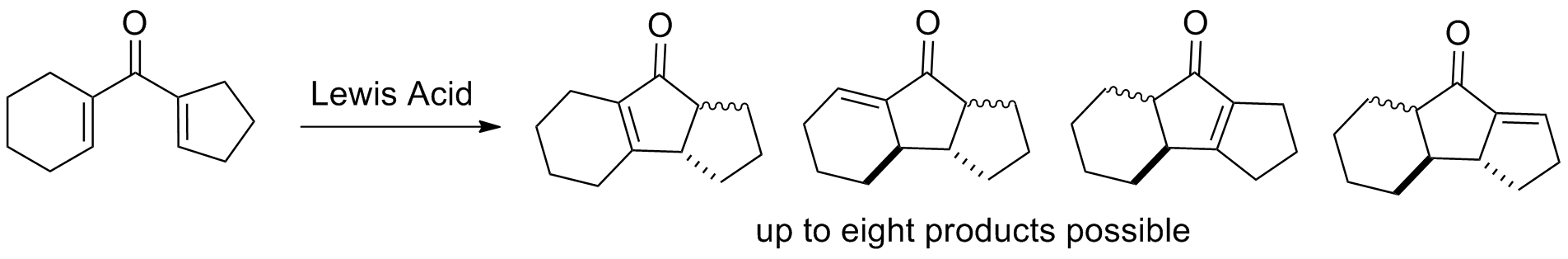
Deficiencias de la reacción de ciclización de Nazarov

## Variantes modernas
Las deficiencias señaladas anteriormente limitan la utilidad de la reacción de ciclización de Nazarov en su forma canónica. Sin embargo, las modificaciones a la reacción enfocadas en remediar sus problemas continúan siendo un área activa de investigación académica. En particular, la investigación se ha centrado en algunas áreas clave: hacer que la reacción sea catalítica en el promotor, efectuar la reacción con promotores más suaves para mejorar la tolerancia del grupo funcional, dirigir la regioselectividad del paso de eliminación y mejorar la estereoselectividad general. Estos han tenido éxito en diversos grados.
Además, las modificaciones se centraron en alterar el progreso de la reacción, ya sea generando el catión pentadienilo de una manera poco ortodoxa o haciendo que el catión oxialilo sea 'interceptado' de varias maneras. Además, se han desarrollado variantes enantioselectivas de varios tipos. El gran volumen de literatura sobre el tema impide un examen exhaustivo de este campo; A continuación se dan ejemplos clave.

### Ciclización dirigida por silicio
Los primeros esfuerzos para mejorar la selectividad de la ciclización de Nazarov aprovecharon el efecto del β-silicio para dirigir la regioselectividad del paso de eliminación. Esta química fue desarrollada más extensamente por el profesor Scott Denmark de la Universidad de Illinois, Urbana-Champaign a mediados de la década de 1980 y utiliza cantidades estequiométricas de tricloruro de hierro para promover la reacción. Con los productos bicíclicos, el isómero cis se seleccionó en diversos grados.

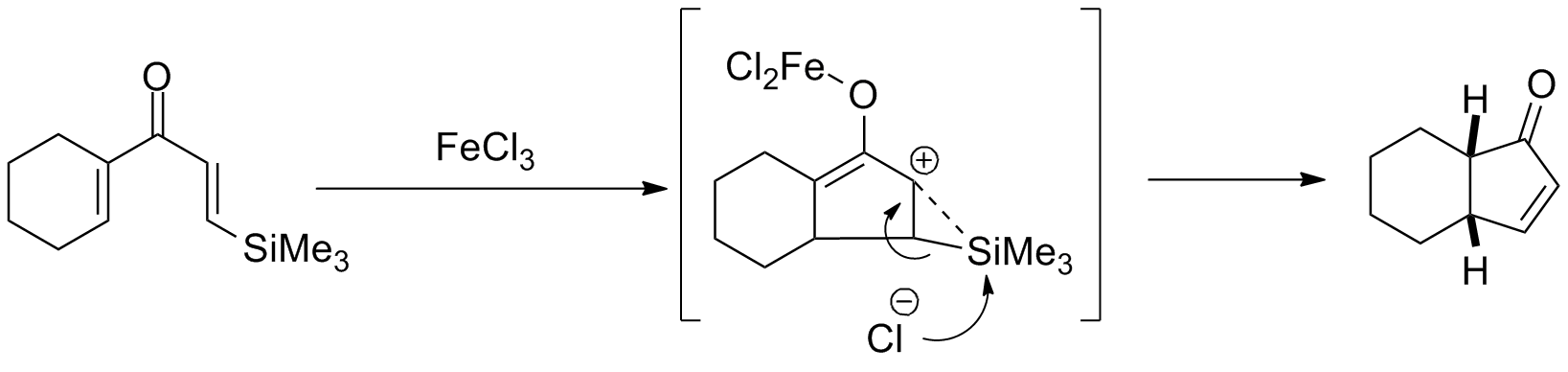
Ciclización de Nazarov dirigida por silicio

La reacción de ciclización de Nazarov dirigida por silicio se empleó posteriormente en la síntesis del producto natural silfineno, que se muestra a continuación. La ciclización tiene lugar antes de la eliminación del resto de alcohol bencílico, de modo que la estereoquímica resultante del anillo recién formado surge del acercamiento del silil alqueno "anti" al éter.

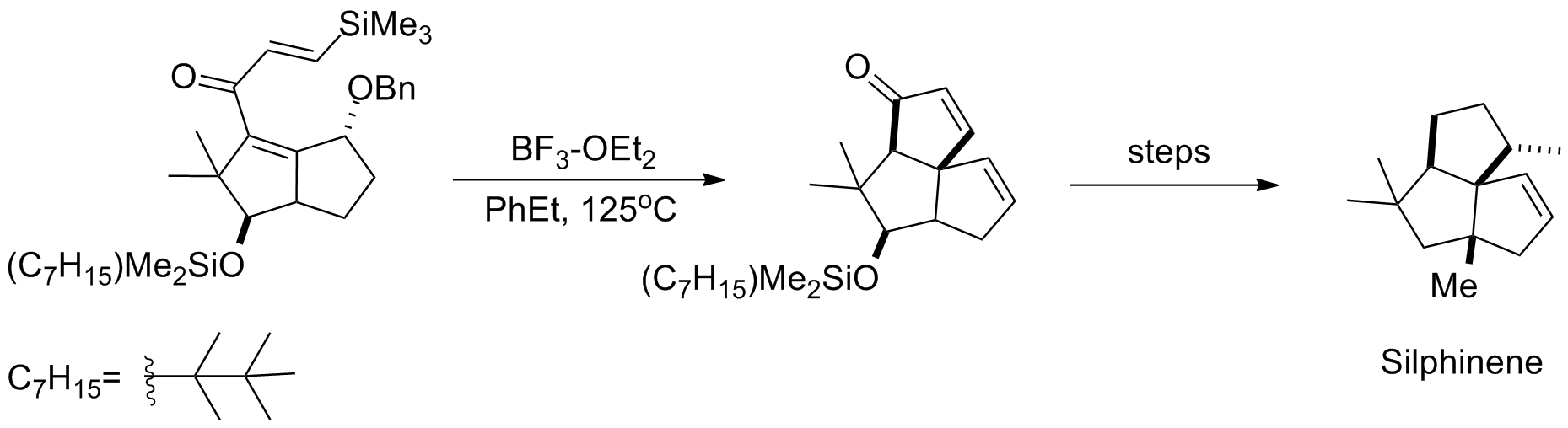
Síntesis de silfineno mediante ciclización de Nazarov

## Polarización
Basándose en los efectos de los sustituyentes compilados en varios ensayos de la reacción, la profesora Alison Frontier de la Universidad de Rochester desarrolló un paradigma para las ciclizaciones de Nazarov 'polarizadas' en las que se utilizan grupos donantes y aceptores de electrones para mejorar la selectividad general de la reacción. La creación de un nucleófilo de vinilo y un electrófilo de vinilo eficaces en el sustrato permite la activación catalítica con triflato de cobre y la eliminación regioselectiva. Además, el grupo atractor de electrones aumenta la acidez del protón α, lo que permite la formación selectiva del epímero trans-α mediante el equilibrio.

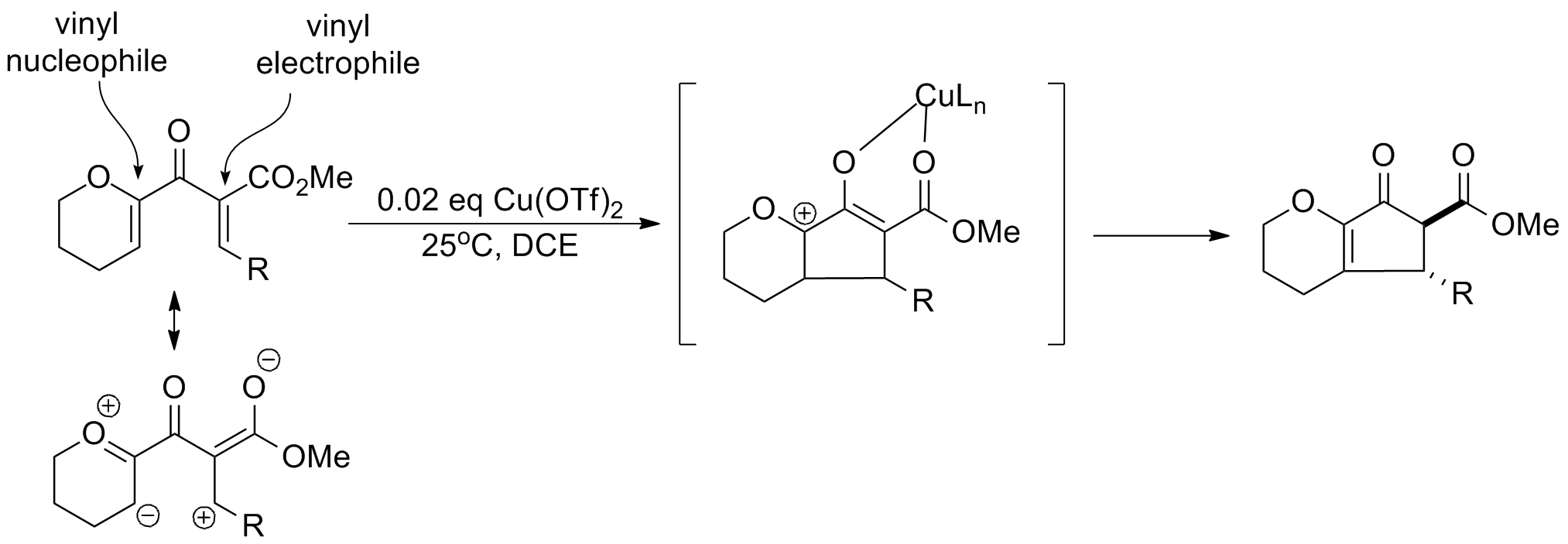
Ciclización polarizada de Nazarov

A menudo es posible lograr la activación catalítica utilizando solo un grupo donante o extractor, aunque la eficiencia de la reacción (rendimiento, tiempo de reacción, etc.) suele ser menor.

### Generación alternativa de cationes
Por extensión, cualquier catión pentadienilo independientemente de su origen es capaz de someterse a una ciclización de Nazarov. Ha habido una gran cantidad de ejemplos publicados en los que se llega al catión requerido por una variedad de reordenamientos. Un ejemplo de ello implica la apertura del anillo catalizado catalizado por plata de los cilopropanos alílicos dicloro. La sal de plata facilita la pérdida de cloruro a través de la precipitación de cloruro de plata insoluble.

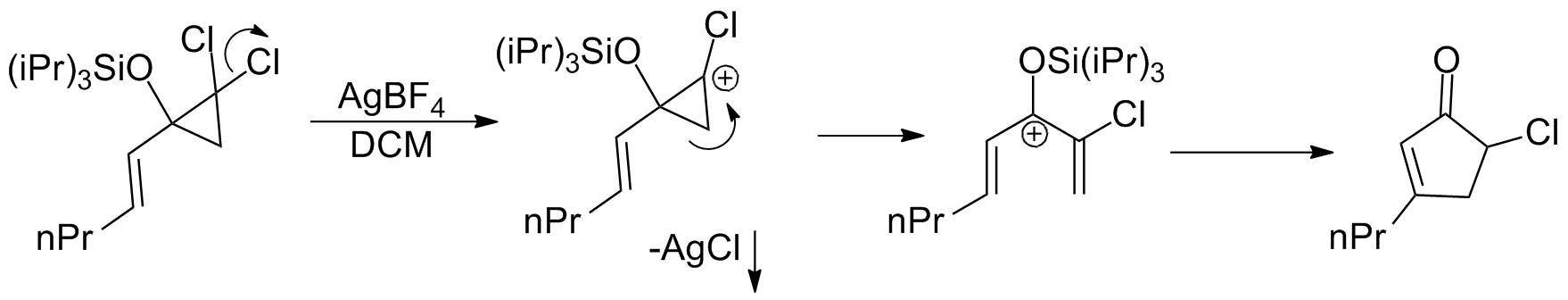
Ciclización de Nazarov iniciada por el reordenamiento de diclorociclopropano

En la síntesis total de rocaglamida, la epoxidación de un vinilo alcoxialenil estannano también genera un catión pentadienilo mediante la apertura del anillo del epóxido resultante.

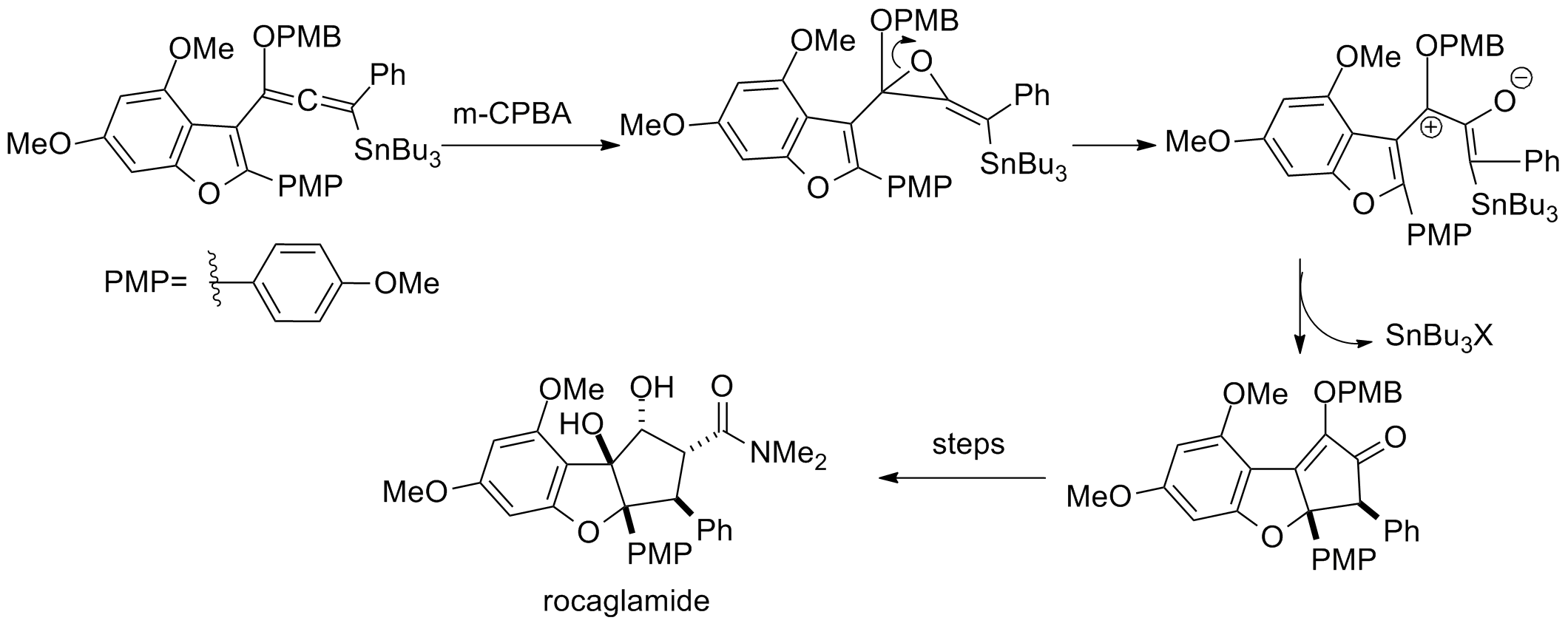
Ciclización de Nazarov iniciada por oxidación

### Ciclización interrumpida
Una vez que se ha producido la ciclización, se forma un catión oxialil. Como se discutió ampliamente anteriormente, el curso típico para este intermedio es la eliminación seguida de la tautomerización de enolato. Sin embargo, estos dos pasos pueden ser interrumpidos por varios nucleófilos y electrofilos, respectivamente. La captura de cationes oxialil ha sido ampliamente desarrollado por Fredrick G. West de la Universidad de Alberta y su revisión cubre el campo. El catión oxialil puede quedarse atrapado con heteroátomos y nucleófilos de carbono y también puede sufrir cicloadiciones catiónicas con varios socios atados. A continuación se muestra una reacción en cascada en la que la captura de cationes sucesiva genera un núcleo pentacíclico en un solo paso con diastereoselectividad completa.

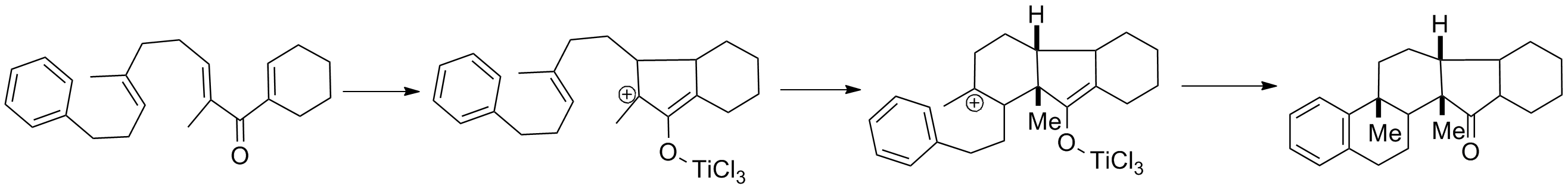
Cascada catiónica de ciclización de Nazarov

La captura de enolato con varios electrofilos es decididamente menos común. En un estudio, la ciclización de Nazarov se combina con una reacción de Michael usando un catalizador de iridio para iniciar la adición de conjugada nucleofílica del enolato en β-nitrostireno. En esta reacción en tándem, se requiere el catalizador de iridio para ambas conversiones: actúa como el ácido de Lewis en la ciclización de Nazarov y en el siguiente paso el grupo nitro de nitroestireno coordinan primero a iridio en un intercambio de ligando con el átomo de oxígeno de éster carbonilo antes del átomo La adición de Michael tiene lugar en la cara opuesta del grupo R.

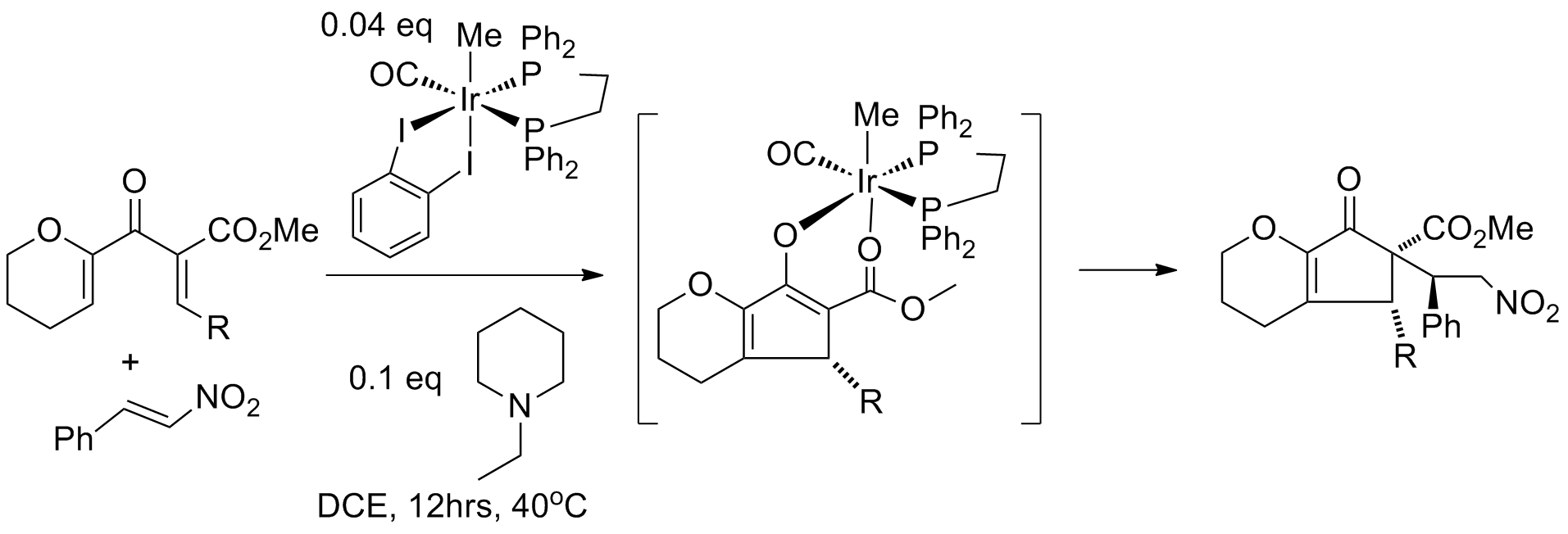
Ciclización en tándem de Nazarov y reacción de Michael

### Variantes enantioselectivas
El desarrollo de una ciclización enantioselectiva de Nazarov es una adición deseable al repertorio de reacciones de ciclización de Nazarov. Con ese fin, se han desarrollado varias variaciones utilizando auxiliares quirales y catalizadores quirales. También se conocen ciclizaciones diastereoselectivas, en las que los estereocentros existentes dirigen la ciclización. Casi todos los intentos se basan en la idea de torquoselectividad; Seleccionar una dirección para que los grupos vinílicos 'giren' a su vez establezca la estereoquímica como se muestra a continuación.

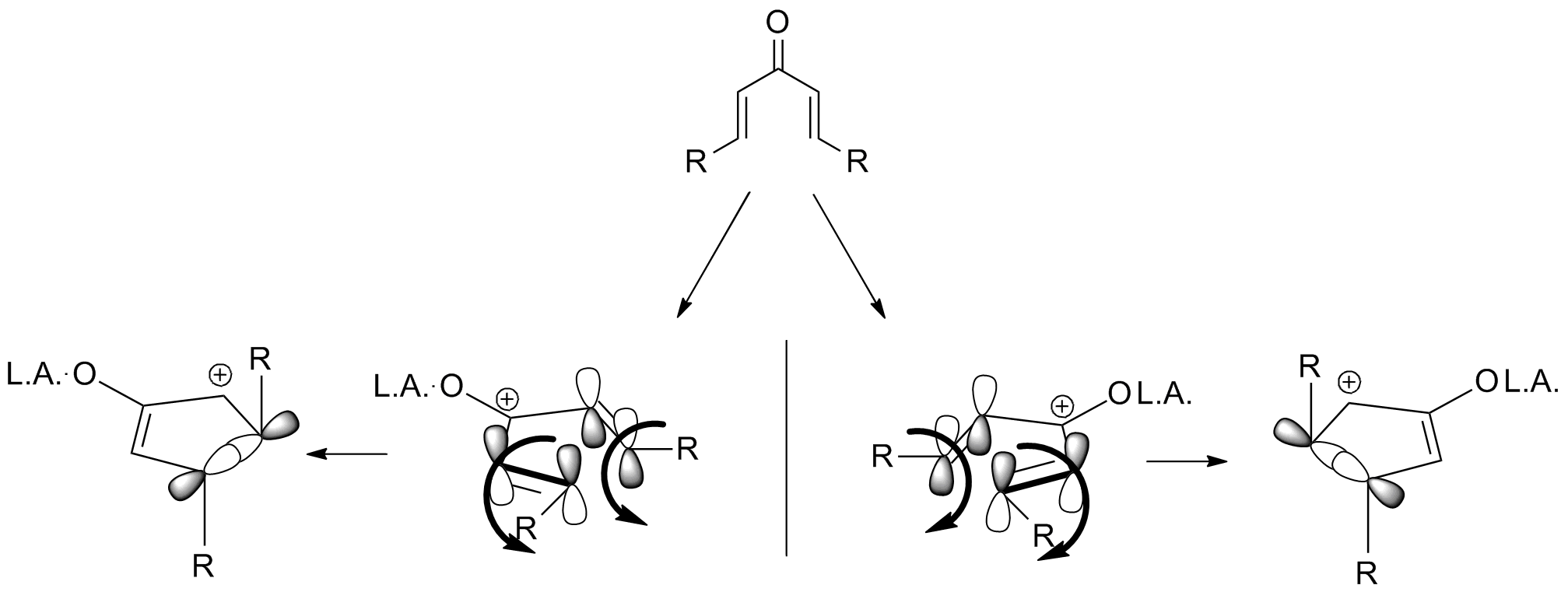
Torquoselectividad en la ciclización de Nazarov

Las ciclizaciones de Nazarov dirigidas por silicio pueden exhibir diastereoselectividad inducida de esta manera. En el siguiente ejemplo, el grupo de sililo actúa para dirigir la ciclización evitando que el alqueno distante gire 'hacia' ella a través de una interacción estérica desfavorable. De esta manera, el silicio actúa como un auxiliar sin rastro. (El material de partida no es enantiopuro, pero la retención del exceso enantiomérico sugiere que el auxiliar dirige la ciclización.)

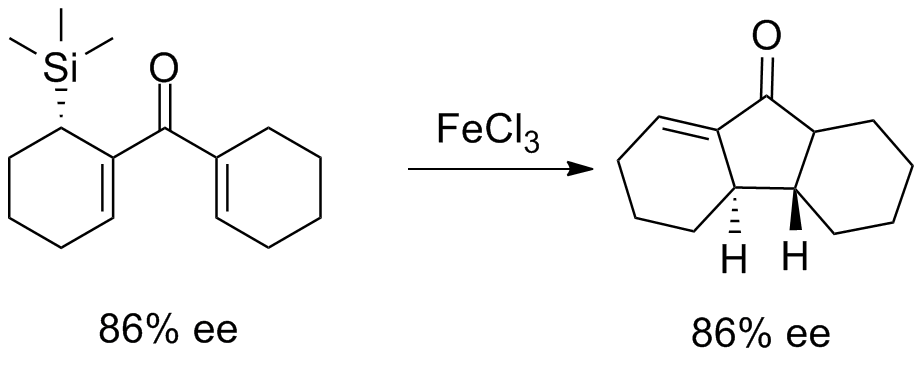
Silicio como un auxiliar quiral para la ciclización de Nazarov

Los sustratos de alenil de Tius pueden exhibir la transferencia de quiralidad tetraédrica si se utilizan alenos enantiopuros. El siguiente ejemplo genera un Diosfenpol quiral en 64% de rendimiento y 95% de exceso enantiomérico.

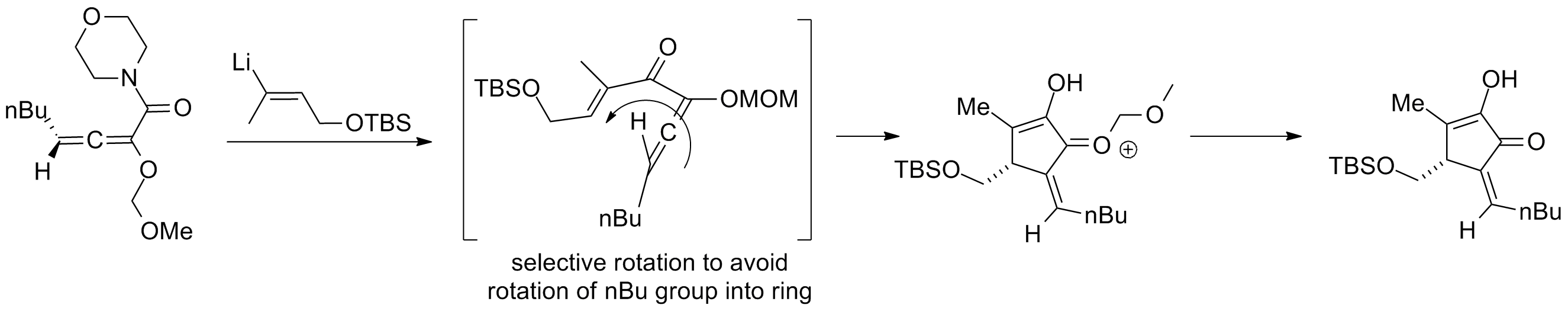
Transferencia de quiralidad axial a tetraédrica en la ciclización de Nazarov de allenil vinil cetonas

Tius también ha desarrollado un auxiliar de alcanfor para alenos aquirales que se empleó en la primera síntesis asimétrica de rosofilina. El paso clave emplea una mezcla inusual de hexafluoro-2-propanol y trifluoroetanol como solvente.

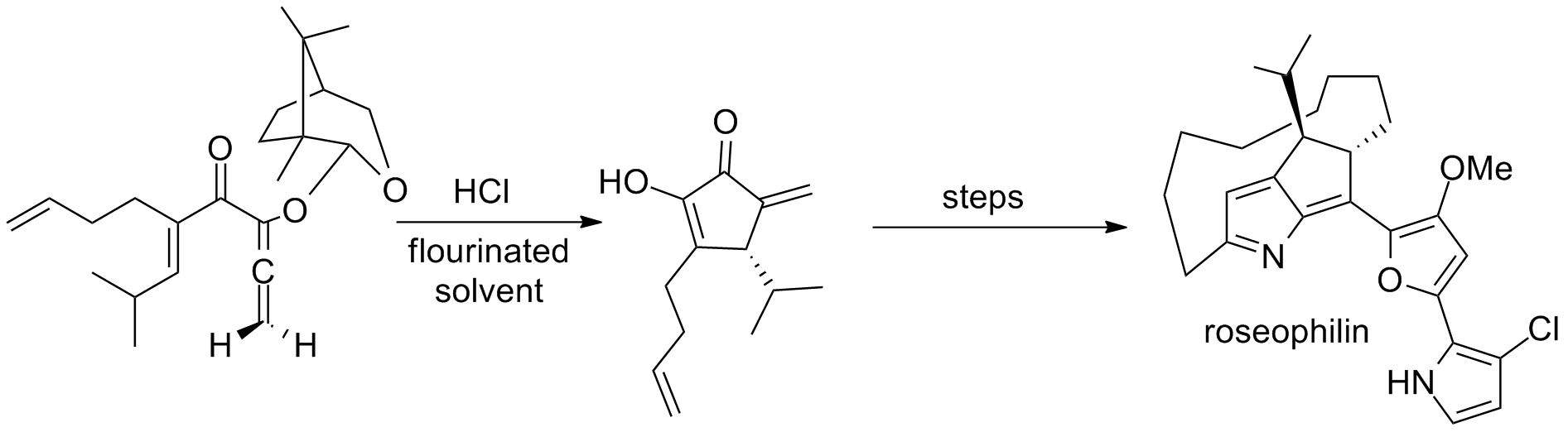
Síntesis de rumioofilina usando ciclización asimétrica de Nazarov

Varinder Aggarwal informó el primer ácido quiral de Lewis promovió los complejos de ligando de bisoxazolina de cobre (II) con hasta 98% de EE. El exceso enantiomérico no se vio afectado por el uso del 50% del complejo de cobre, pero el rendimiento disminuyó significativamente.

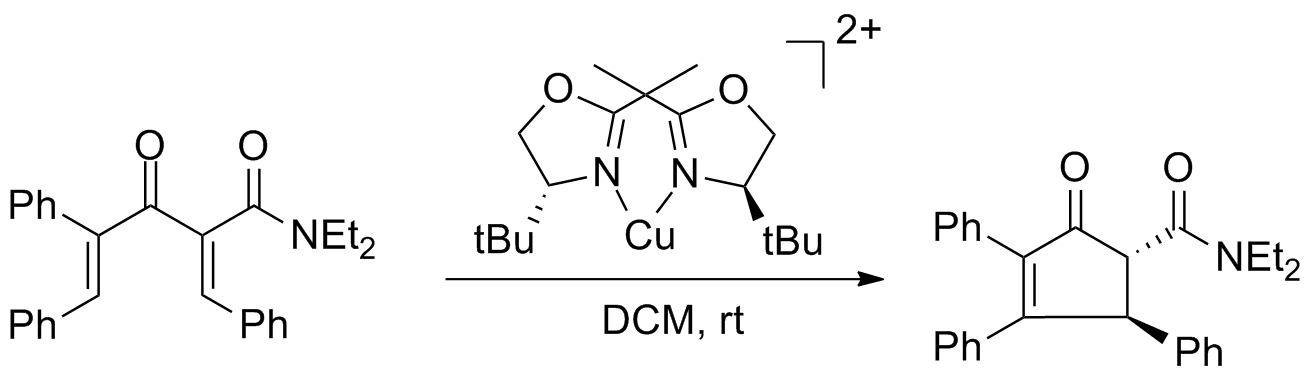
Ciclización asimétrica de nazaro mediada por el ácido de lewis

## Reacciones relacionadas
Las extensiones de la ciclización de Nazarov generalmente también se subsumen bajo el mismo nombre. Por ejemplo, una cetona insaturada α-β, γ-Δ puede sufrir una ciclización conrotatoria catiónica similar que se conoce típicamente como una reacción de ciclización de Iso-Nazarov. A otras extensiones de este tipo se les ha dado nombres similares, incluidas las ciclizaciones de homo-nazarov y las ciclizaciones vinilicas de Nazarov.

### Reacción retro-Nazarov
Debido a que sobreestabilizan el catión pentadienilo, los sustituyentes de donación de electrones β a menudo impiden severamente la ciclización de Nazarov. Construyendo a partir de esto, se han informado varias aberturas de anillos electrocíclicos de ciclopentanos β-altoxi. Típicamente se conocen como reacciones de ciclización retro-nazarov.

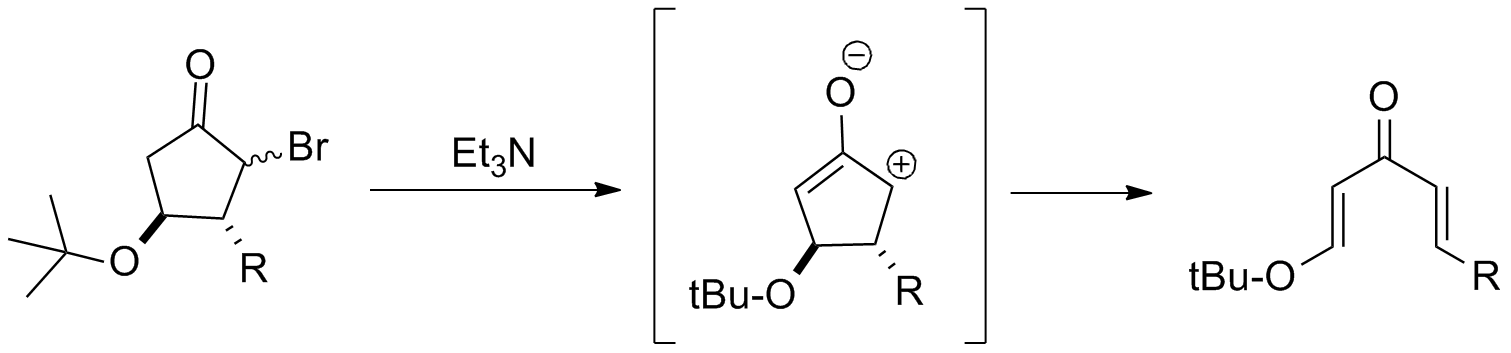
Reacción retro-Nazarov

## Reacción de imino-Nazarov
Los análogos de nitrógeno de la reacción de ciclización de Nazarov (conocida como reacciones de ciclización de Imino-Nazarov) tienen pocas instancias; Hay un ejemplo de una ciclización generalizada de Imino-Nazarov informada (que se muestra a continuación), y varias reacciones iso-imino-nazarov en la literatura. Incluso estos tienden a sufrir una estereoselectividad deficiente, bajos rendimientos o un alcance estrecho. La dificultad proviene de la relativa sobreestabilización del catión pentadienil por donación de electrones, que impide la ciclización.

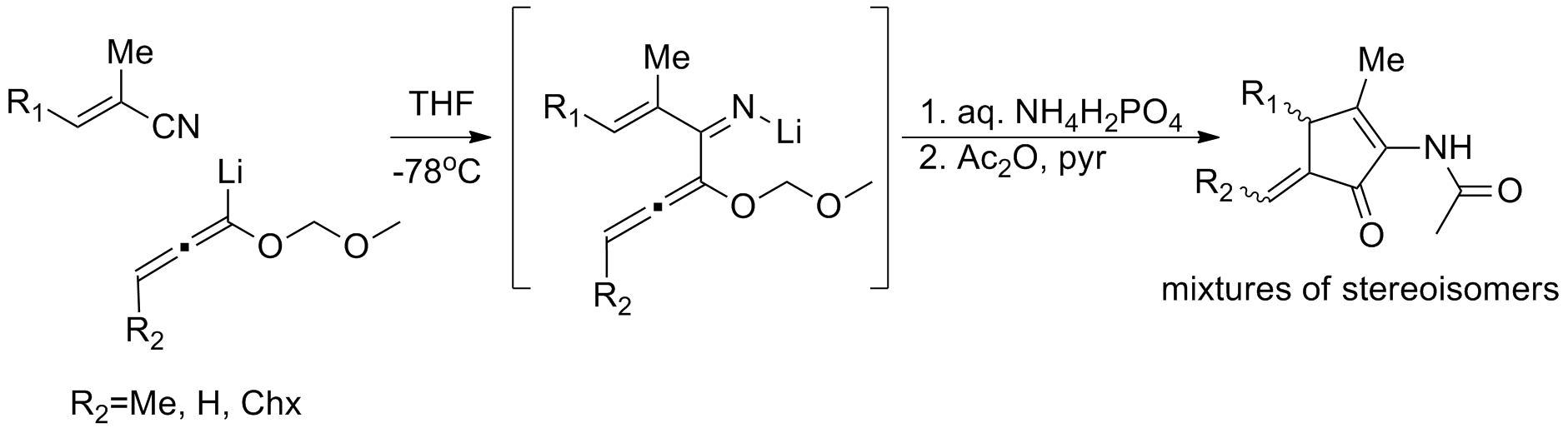
Ciclización imino-Nazarov